# الثورة الفلبينية
الثورة الفلبينية، وتُدعى أيضًا الحرب التاغالوغية لدى الإسبان، هي تمرد تلاه نزاع مسلح بين شعب وثوار الفلبين من جهة، والسلطات الاستعمارية الإسبانية في جزر الهند الشرقية الإسبانية التابعة للإمبراطورية الإسبانية من جهة أخرى.
بدأت الثورة الفلبينية في شهر أغسطس عام 1896، عندما اكتشفت السلطات الإسبانية منظمة كاتيبونان السرية المناهضة للاستعمار. بدأت منظمة كاتيبونان، تحت قيادة أندريس بونيفاسيو، فرض تأثيرها على معظم أنحاء الفلبين. أثناء تجمع ضخم في كالوكان، نظّم قادة الكاتيبونان أنفسهم لتشكيل حكومة ثورية، وأطلقوا على الحكومة المؤسسة حديثًا اسم «حكومة الجمهورية التاغالوغية»، وأعلنوا قيام ثورة مسلحة على طول البلاد وعرضها. دعا بونيفاسيو إلى الهجوم على العاصمة مانيلا. فشل الهجوم، لكن المقاطعات المجاورة للعاصمة بدأت تمردها. استطاع المتمردون في كاويته تحت قيادة ماريانو ألفاريز وإميليو أغينالدو (انتمى كل واحد منهما لفصيلٍ مختلفٍ من منظمة كاتيبونان) تحقيق انتصارات كبرى ومبكرة. أدى صراع على السلطة بين الثوريين إلى وفاة بونيفاسيو عام 1897، فأصبح أغينالدو قائد المنظمة، وهو الذي قاد الحكومة الثورية المؤسسة حديثًا. في ذلك العام، وقّع الثوار والإسبان هدنة حلف بياك نا باتو، ما أدى إلى تخفيف العمليات العدوانية بين الطرفين لفترة مؤقتة. اختار أغينالدو والضباط الفلبينيون الآخرون منفاهم الاختياري في مستعمرة هونغ كونغ البريطانية في جنوب الصين. لكن العمليات العدوانية لم تتوقف بشكل تام.
في الحادي والعشرين من شهر أبريل عام 1898، وعقب غرق سفينة يو إس إس مين في ميناء هافانا وقبل أن تُعلن الولايات المتحدة الحرب في الـ 25 من أبريل، شنّت الولايات المتحدة الأمريكية حصارًا بحريًا على مستعمرة جزيرة كوبا الإسبانية من الساحل الجنوبي لشبه جزيرة فلوريدا. كان ذلك الحصار أول عملٍ عسكري في الحرب الإسبانية الأمريكية لعام 1898. في الأول من شهر مايو، ألحق الأسطول الآسيوي الأمريكي بقيادة جورج ديوي هزيمة نكراء بالبحرية الإسبانية في معركة خليج مانيلا، واستطاع السيطرة على مانيلا. في الـ 19 من شهر مايو، عاد أغينالدو، بعدما تحالف مع الولايات المتحدة بشكل غير رسمي، إلى الفلبين واستكمل الهجمات على الإسبان. بحلول شهر يونيو، استطاع الثوار السيطرة على كامل الفلبين تقريبًا، باستثناء مانيلا. في الـ 12 من يونيو، أصدر أغينالدو إعلان استقلال الفلبين. اعُتبر ذلك الإعلان بمثابة انتهاء الثورة، لكن الولايات المتحدة وإسبانيا لم تعترفا باستقلال الفلبين.
انتهى الحكم الإسباني للفلبين رسميًا عقب توقيع معاهدة باريس عام 1898، وهي المعاهدة التي أنهت الحرب الإسبانية الأمريكية. في تلك المعاهدة، تنازلت إسبانيا عن الفلبين وأراضٍ أخرى لصالح الولايات المتحدة. كان السلام في مانيلا هشًا، فكانت القوات الأمريكية تهيمن على المدينة، بينما كانت القوات الفلبينية الأضعف تحيط بها.
في الرابع من شهر فبراير عام 1899، وإبان معركة مانيلا، اندلع القتال بين القوات الفلبينية والأمريكية، فكانت بداية الحرب الفلبينية الأمريكية. أصدر أغينالدو على الفور أوامرًا بـ «قطع علاقات السلام والصداقة مع الأمريكيين ومعاملتهم كالأعداء». في شهر يونيو من عام 1899، أعلنت جمهورية الفلبين الناشئة الحرب رسميًا على الولايات المتحدة.
لم تنل الفلبين الاعتراف العالمي باستقلالها حتى عام 1946.

## ملخص
بدأ تدفق الأفكار الثورية الرئيس في البلاد منذ مطلع القرن التاسع عشر، حينما فُتحت الفلبين على أسواق التجارة العالمية. في عام 1809، تأسست أول شركة إنجليزية في مانيلا، وتبع هذا التأسيس مرسوم ملكي عام 1834 يقضي فتح المدينة على أسواق التجارة العالمية. كانت الفلبين تُدار من المكسيك منذ عام 1565، أما التكاليف الإدارية الاستعمارية، فكانت تُدفع من مخصصات السفن التجارية التي تربط التجارة بين الفلبين والمكسيك عبر المحيط الهادئ. أدى ازدياد التنافس مع التجار الأجانب إلى إنهاء التجارة عبر السفن السابقة عام 1815. بعد اعتراف إسبانيا باستقلال المكسيك عام 1821، اضطرت الأولى إلى حكم الفلبين وإدارتها مباشرة من العاصمة مدريد، واضطرت أيضًا إلى العثور على مصادر جديدة لتحقيق الإيرادات من أجل دفع تكاليف الإدارة للمستعمرات. في تلك الفترة، دخلت أفكار ما بعد الثورة الفرنسية إلى البلاد عن طريق الأعمال الأدبية، ما أدى إلى بروز طبقة نبيلة متنورة في المجتمع، عُرفت باسم برنثيباليا.
أدت الثورة الإسبانية عام 1868 إلى إنهاء حكم الملكة إيزابيلا الثانية الأتوقراطي. فحلّت حكومة ليبرالية تحت قيادة الجنرال فرانشيسكو سيرانو محلّ الحكومة الأتوقراطية. في عام 1869، عيّن سيرانتو المدعو كارلوس ماريا دي لا توري في منصب الحاكم العام على الفلبين، ليصبح الحاكم الحادي والتسعين للبلاد. جلبت قيادة دي لا توري أفكارًا ليبرالية إلى الفلبين.
أدى انتخاب أماديو الأول لعرش إسبانيا إلى إقالة دي لا توري من منصبه عام 1871. في عام 1872، شهدت حكومة الحاكم العام التالي، وهو رافايل إيزكيردو إي غوتيريز، انتفاضة من طرف الجنود الفلبينيين في مستودع ترسانة حصن سان فيليبه ضمن كاويته إل فيخو. بعد مرور سبعة أيامٍ على التمرد، اعتُقل الكثير من الأشخاص وحوكموا. كان من بينهم ثلاثة قساوسة علمانيين، هم خوسيه بيرغوس وماريانو غوميز والأخ جاسينتو زامورا، فعلقت السلطات الإسبانية مشانقهم في باغومبايان ضمن مانيلا. كان لإعدام الشخصيات السابقة تأثيرٌ عميق على الكثير من الفلبينيين، فكرّس البطل القومي خوسيه ريزال روايته إل فيليبوستيريزمو تخليدًا لذكراهم.
رُحّل العديد من الفلبينيين المعتقلين للاشتباه بتورطهم في التمرد إلى المستعمرات الجزائية الإسبانية. تمكن بعضهم من الهرب إلى هونغ كونغ ويوكوهاما وسنغافورة وباريس ولندن وبرلين وبعض أجزاء إسبانيا. التقى هؤلاء زملاءهم من الطلاب الفلبينيين والمنفيين الآخرين الذين هربوا من المستعمرات الجزائية. اجتمع هؤلاء مع بعضهم يربطهم مصير واحد، وأسسوا منظمة عُرفت بـ حركة البروباغندا. لجأ هؤلاء المغتربون والمنفيون إلى الأدب والكتابة بشكل رئيس من أجل إدانة المعاملة الإسبانية السيئة وسعوا لإصلاح الحكومة الاستعمارية.
فضحت روايتا خوسيه ريزال، وهما نولي مي تانغيري عام 1887 (وتعني لا تلمسني) وإل فيليبوستيريزمو عام 1891 (وتترجم إلى الهدّام أو التخريبي، والنسخة الإنجليزية منها بعنوان حكم الجشع)، المعاملة الإسبانية السيئة من النواحي الاجتماعية السياسية والدينية. أدى نشر روايته الأولى إلى بروز النزاع الزراعي الشهير في مسقط رأسه كالامبا عام 1888، عندها وقعت مزارع الرهبنة الدومينيكانية في مشكلة دفع وتسليم الضرائب الحكومية. في عام 1892، بعد عودة ريزال من الأمريكيتين، أسس الرجل ما يُعرف بـ العصبة الفلبينية، وهي رابطة فلبينية تأسست سعيًا لتحقيق إصلاحات في الحكومة الاستعمارية. عندما علم الإسبان بوجود ريزال في الفلبين، اعتقلوه وهجرّوه بعد بضعة أيامٍ من تأسيس العصبة.
عندما انتشر خبر نقل ريزال إلى دابيتان، أسس عضو الرابطة أندريس بونيفاسو وزملاؤه منظمة سرية باسم كاتيبونان في منزل يقع في توندو ضمن العاصمة مانيلا، بينما أسس الأعضاء الآخرون المحافظون تحت قيادة دومينغو فرانكو ونوميرانو أدريانو ما عُرف بـ كتيبة الوسطاء. احتوت منظمة كاتيبونان العديد الأكبر من الأعضاء، وجذبت اهتمام الطبقات الأدنى من المجتمع. في شهر يونيو عام 1896، أرسل بونيفاسيو مبعوثًا إلى دابيتان للحصول على دعم ريزال، لكن ريزال رفض المشاركة في ثورة مسلحة. في الـ 19 من أغسطس عام 1896، اكتُشف أمر منظمة كاتيبونان على يد أحد الرهبان الإسبان، ما أدى إلى اندلاع الثورة الفلبينية.

## الخلفية

### الجذور
كانت الثورة الفلبينية تراكم أفكار وخطابات موجهة للمجتمع الدولي، الأمر الذي أفضى إلى بداية المساعي القومية. كان صعود القومية الفلبينية بطيئًا، إلا أنه كان حتميًا أيضًا. مهدت انتهاكات الحكومة والجيش ورجال الدين الإسبان التي سادت على مدى 3 قرون من الحكم الكولونيالي، وكشف هذه الانتهاكات من قبل «الإلوسترادوس» أواخر القرن التاسع عشر، الطريق لصعود أمة فلبينية موحدة. إلا أن تنامي القومية كان بطيئًا نظرًا إلى صعوبة العلاقات الاجتماعية والاقتصادية بين الفلبينيين. في رسالة مؤرخة كتبها الكاتب الفلبيني خوسيه بي ريزال إلى الأب في جامعة أتينيو دي مانيلا فيسنتي غارسيا، يذكر ريزال أنه: 
إذن، ثمة في الفلبين تقدم أو تطور فردي، لكن ليس ثمة تقدم قومي
17 يناير 1891

#### فتح مانيلا أمام التجارة العالمية
قبل فتح مانيلا أمام التجارة الأجنبية، حاولت السلطات الإسبانية ثني التجار الأجانب عن الإقامة في المستعمرة والمشاركة في أعمال تجارية. منع المرسوم الملكي في 2 فبراير من عام 1800 الأجانب من العيش في الفلبين. وفعل الأمر نفسه المرسومان الملكيان لعامي 1807 و1816. في عام 1823، أقر الحاكم العام للفلبين مرسومًا يمنع التجار الأجانب من الدخول في التجارة القطاعية وزيارة المقاطعات بهدف التجارة. وأعيد إصدار المرسوم من قبل الحاكم العام لويس لارديزابال في عام 1840. منع مرسوم ملكي صدر في عام 1844 الأجانب من السفر إلى المقاطعات تحت أي حجة، وجُددت في العام 1857 العديد من القوانين المناهضة للأجانب.
مع القبول الواسع بمبدأ عدم التدخل في الجزء الأخير من القرن الثامن عشر، لطفت إسبانيا سياساتها الاتجارية. جعل استيلاء البريطانيين على مانيلا واحتلالها بين عامي 1762 و1764 إسبانيا تدرك استحالة عزل المستعمرة عن العلاقات والتجارة الدولية. في عام 1789، مُنحت الممرات الأجنبية الإذن بنقل البضائع الآسيوية إلى مرفأ مانيلا. وحتى قبل الثمانينيات من القرن الثامن عشر، كانت سفن أجنبية عديدة، من بينها سفن يانكي كليبر، قد زارت مانيلا دون الالتفات إلى التشريعات المناهضة للأجانب. وفي عام 1790، نصح الحاكم العام فيليكس بيرينغوير دي ماركينا بأن يفتح ملك إسبانيا مانيلا أمام التجارة العالمية. علاوة على ذلك، دفع إفلاس ريال كومبانيا دي فيلبيناس (الشركة الملكية في الفلبين) بالملك الإسباني إلى فتح مانيلا أمام التجارة العالمية. في مرسوم ملكي صدر في 6 سبتمبر من عام 1834، سُحبت امتيازات الشركة وفُتح مرفأ مانيلا أمام التجارة.

#### الدراسات الاقتصادية وفتح المرفأ وقبول الشركات الأجنبية
بعد فترة قصيرة من فتح مانيلا أمام التجارة العالمية، بدأ التجار الإسبان يخسرون تفوقهم التجاري في الفلبين. في عام 1834، خُففت القيود ضد التجار الأجانب حين أصبحت مانيلا مرفأ مفتوحًا. بحلول نهاية العام 1859، كانت هناك 15 شركة أجنبية في مانيلا. كان من بين هذه الشركات سبع شركات بريطانية وثلاث شركات أمريكية وشركتين فرنسيتين وشركتين سويسريتين وشركة ألمانية.
في عام 1834، استقرت مجموعة تجار أمريكيين في مانيلا واستثمروا بقوة في الأعمال التجارية. وأسست شركتين تجاريتين أمريكيتين، شركة راسل ستورغيس وشركة بيلي هابل. وباتت هاتان الشركتان رائدتين في عالم التجارة. في البداية، امتلك الأمريكيون أفضلية على منافسيهم البريطانيين، إذ كانوا يعرضون أسعارًا مرتفعة مقابل الصادرات الفلبينية كالقنب والسكر والتبغ.
لم يدم التفوق التجاري الأمريكي طويلًا. ففي مواجهة منافسة بريطانية شرسة، خسر الأمريكيون السيطرة على سوق الأعمال التجارية الفلبينية تدريجيًّا. كان هذا التدهور يعود إلى غياب الدعم من حكومة الولايات المتحدة وانعدام وجود قواعد تجارية أمريكية في الشرق. في عام 1875، أفلست شركة راسل ستورغيس وتبعتها شركة بيلي هابل في عام 1887. وبعد مدة قصيرة، سيطر التجار البريطانيون، من بينهم جيمس آدام سميث وولورينس إتش بيل وروبيرت بي وود، على القطاع التجاري في مانيلا.
في عام 1842، ومع ذعرها من سيطرة التجار الأجانب على الاقتصاد في مانيلا، أرسلت الحكومة الإسبانية سينيبالدو دي ماس، وهو دبلوماسي إسباني، إلى الفلبين بهدف إجراء دراسة اقتصادية في الفلبين وأن يسدي بعض النصائح. بعد تحقيق مكثف في الشؤون الكولونيالية في الفلبين، قدم ماس تقريره الرسمي إلى الملك. نُشر التقرير، تحت عنوان إنفورمي سوبري إل إستادو دي لاس إيسلاس فيلبيناس 1842في مدريد في عام 1843. كانت نصيحة ماس تتلخص بالتالي: فتح المزيد من المرافئ لتعزيز التجارة الخارجية وتشجع الهجرة الصينية لتحفيز التطور الاقتصادي وإلغاء احتكار التبغ.
ردًا على نصائح سينيبالدو دي ماس، فتحت إسبانيا المزيد من المرافئ. إذ فتحت مرافئ سوال ووبانغاسينان ولويلو وزامبوانيا في عام 1855، وفتح مرفأ سيبو في عام 1860 وفتح كل من مرفأي ليغازبي وتاكلوبان في عام 1873.

#### التنوير
قبل انطلاقة الثورة الفلبينية، كان المجتمع الفلبيني منقسمًا إلى طبقات اجتماعية استندت على المكانة الاجتماعية للفرد. لعبت الخلفية والسلف والمكانة الاقتصادية دورًا كبيرًا في تحديد الموقع ضمن الهرمية الاجتماعية.
كان الشعب الإسباني وكذلك النسل الأصلي لطبقة النبلاء ما قبل الكولونيالية ينتمون إلى الطبقات العليا، وكانوا ينقسمون أيضًا إلى طبقات: سكان شبه الجزيرة وشعب الكريول والنبلاء. كان سكان شبه الجزيرة إسبانيي المولد، إلا أنهم كانوا يعيشون في الفلبين. أما شعب الكريول، أو شعب كريولو، كانوا إسبانًا مولودين في المستعمرات. كان النبلاء طبقة متوارثة من الإنديوس المحليين الذين ينحدرون من الداتوس ما قبل الكولونيالية، الراجا والنبلاء، ومُنحوا حقوقًا وامتيازات خاصة، مثل مناصب في الحكومة المحلية والحق في التصويت، على الرغم من امتلاكهم مكانة أدنى من سكان شبه الجزيرة في السلم الاجتماعي. كان العديد من أعضاء الثورة الفلبينية ينتمون إلى طبقة النبلاء، مثل خوسيه ريزال. وعلى الرغم من أن سكان شبه الجزيرة وشعب الكريول كانوا يتمتعون بالسلطة الاجتماعية ذاتها، نظرًا إلى انتمائهم إلى الطبقات العليا، اعتبر سكان شبه الجزيرة أنفسهم متفوقين اجتماعيًا على شعب الكريول والنبلاء الأصليين.
كانت طبقة الجموع، أو الإنديوس، الطبقة الأدنى بين هاتين الطبقتين. ضمت هذه الطبقة جميع العوام والفلاحين والعمال الفقراء. وخلافًا لطبقة النبلاء، التي كان أعضاؤها يتمتعون بمناصب عامة عليا وبنصائح من الملك الإسباني، لم تتمتع الجموع سوى بالقليل من الامتيازات والحقوق المدنية. والمنصب السياسي الأعلى الذين كان ممكنًا لهم أن يشغلوه هو غوبيرنادورسيلو، أو مدير البلدة. كان أعضاء منظمة كاتيبونان، المنظمة السرية التي ستشعل شرارة الثورة، ينتمون بصورة رئيسية إلى طبقة الجموع.
أفضى الازدهار المادي في بداية القرن التاسع عشر إلى نشوء طبقة وسطى متعلمة في الفلبين كانت تتألف من مزارعين ميسورين ومعلمين ومحامين وأطباء كتاب وموظفين في الحكومة. وكان العديد منهم قادرًا على شراء وقراءة كتب ممنوعة في الأصل من الوصول إلى يد الطبقة الدنيا من الفلبينيين. كانوا يناقشون المشكلات السياسية وسعوا إلى إصلاحات حكومية، وفي نهاية المطاف، كانوا قادرين على إرسال أبنائهم إلى الجامعات في مانيلا وفي الخارج، وإلى مدريد على وجه التحديد. كان التقدم الاقتصادي يعود بشكل رئيسي إلى فتح مرافئ مانيلا أمام التجارة العالمية.
كان المثقفون الأبرز في البلاد يأتون من هذه الطبقة الوسطى المتعلمة. وفي وقت لاحق سموا أنفسهم إلوسترادوس، التي تعني «واسعي المعرفة». وكانوا أيضًا يعتبرون أنفسهم فرع النخبة المثقفة من المجتمع الفلبيني. برز من بين الإلوسترادوس الأعضاء البارزون في حركة البروباغاندا التي أشعلت أولى شرارات الثورة.

#### الليبرالية (1687-1874)
في عام 1868، أطاحت ثورة بالملكية الأوتوقراطية لملكة إسبانيا إيزابيل الثانية، التي حلت محلها حكومة ليبرالية ومدنية مع المبادئ الجمهورية التي قادها فرانسيسكو سيرانو.
في العام التالي، عيّن سيرانو كارلوس ماريا دي لا توري، وهو أحد أعضاء الجيش الإسباني، كالحاكم العام ال91 للفلبين. رحب الليبراليون الإسبان والفلبينيون المقيمون في البلاد بدي لا توري بمأدبة في قصر مالاكانان في 23 يونيو 1869. في ليلة 12 يوليو من عام 1869، اجتمع القادة والكهنة والطلاب الفلبينيون وغنوا أغنية على شرف دي لا توري في قصر مالاكانان للإعراب عن تقديرهم لسياساته الليبرالية. تولى قيادة أداء الأغنية مقيمون بارزون في مانيلا، من بينهم خوسيه كابيزاس دي هيريرا (الحاكم المدني لمانيلا) وخوسيه بورغوس وماكسيمو باتيرنو ومانويل غيناتو وخواكين باردو دي تافيرا وأنخيل غارتشيتورينا وآندريس نييتو وجاكوبو زوبيل إي زانغرونيز.
تأسست في مانيلا جمعية من الإصلاحيين، خونتا جنرال دي ريفورماس. وكانت تتألف من5 فلبينيين و11 إسبانيًا مدنيًا و5 رهبان إسبان. وكان يحق لهم التصويت على الإصلاحات التي كانت خاضعة لإقرار حكومة الوطن. إلا أن أيًا من هذه الإصلاحات لم يوضع موضع التنفيذ بسبب خوف الرهبان من أن تقلل الإصلاحات من نفوذهم. حُلّت الجمعية بعد عودة البوربون إلى إسبانيا في عام 1874.